# سین‌سیناوا (ویسکانسین)
سین‌سیناوا (به انگلیسی: Sinsinawa) یک منطقهٔ مسکونی در ایالات متحده آمریکا است که در جیمزتاون واقع شده‌است.